# Weißbauchpitpit
Der Weißbauchpitpit (Dacnis albiventris) ist eine Vogelart aus der Familie der Tangaren (Thraupidae), die in Kolumbien, Venezuela, Brasilien, Ecuador und Peru verbreitet ist. Der Bestand wird von der IUCN als nicht gefährdet (Least Concern) eingeschätzt. Die Art gilt als monotypisch.

## Merkmale
Der Weißbauchpitpit erreicht eine Körperlänge von etwa 10 bis 10,9 cm bei einem Gewicht von 11 bis 11,5 g. Der kurze kegelförmige Schnabel ist schwärzlich. Die Iris leuchtet goldgelb bei Männchen und hellbraun bis gräulich braun beim Weibchen. Bei älteren immaturen Männchen wirken sie gräulich gelb. Die Beine und Zehen sind grau. Der Oberkopf, der Nacken, der Mantel, der Rücken, die Kehle und die Brust des Männchens sind hell kobaltblau. Eine markante eckige schwarze Maske zieht sich bis über Zügel und die Ohrdecken. Die Schultern sind typischerweise schwarz. An der Brust wird die Unterseite plötzlich weiß, welches sich bis zu den Unterschwanzdecken zieht. Die Flanken sind oft gräulich mit helleren blauen Flecken. Die Unterflügeldecken sind weiß, der hintere Bereich kobaltblau. Die mittleren und großen Handdecken sind schwarz und stark kobaltblau gesäumt. Der kurze Schwanz ist schwarz, die Schirmfedern sind kobaltfarben, der innere Bereich dunkler. Der Sexualdimorphismus ist sehr ausgeprägt. So ist das Weibchen auf der Oberseite überwiegend matt olivfarben und gelblich auf der Unterseite. Der Kopf, der Nacken, der Mantel und der Rücken wirken olivbraun, was am Bürzel etwas grüner wird. Die Hand- und Armschwingen sind olivbraun mit dunkleren Säumen an den Schwungfedern. Die Unterseite wirkt matter grünlich gelb, in der Mitte des Bauchs etwas gelblicher. Die Kehle ist gräulich weiß. Das Jugendkleid beider Geschlechter ähnelt den Weibchen, doch sind Hand- und Armschwingen brauner und die Säume an den Schwungfedern schwärzer.

## Lautäußerungen
Der Ruf des Weißbauchpitpits klingt generell hoch. Seine Lieder bestehen aus hoch und lispelnden si-sulesii-Tönen, die von tzet tzalit salot't't't Tönen und Geträller unterbrochen wird. Diese Phrasen dauern etwa ein bis drei Sekunden. In Peru und Ecuador wurden die Laute als hohe tsiu-Töne beschrieben, die manchmal schnell wiederholt werden. Eine monospezifische Gruppe in Venezuela gab weiche siiii-Laute im Flug von sich, als sie einen Fruchtbaum verließen.

## Fortpflanzung
Es ist nur sehr wenig über das Brutverhalten des Weißbauchpitpits bekannt. Weder wurden bisher Nest und Eier noch die Brutsaison beschrieben. Vermutlich besteht das Nest des Weißbauchpitpits aus einem offenen Kelch, das in einem Baum platziert wird und dem Nest des Gelbbauchpitpits (Dacnis flaviventer), des Rotschenkelpitpits (Dacnis venusta) und des Blaukopfpitpits (Dacnis cayana) ähnelt.

## Verhalten und Ernährung
Der Weißbauchpitpit ernährt sich von kleinen Beeren, Nektar und fliegenden Insekten aus den Baumkronen. In Venezuela wurde eine monospezifische Gruppe beobachtet, die sechsmal in zwei Stunden einen mittelgroßen Miconia-Baum besuchten. Dort fraßen sie fünf bis acht Minuten, ehe sie in die Baumkronen verschwanden. Dies geschah vor allem, wenn andere Vögel wie Tangaren, Schnurrvögel und Türkisvögel in der Nähe waren. Die Früchte von Feigen gehören zu ihren Nahrungsquellen. Meist findet er sein Futter in den Baumkronen und deren Außenbereichen. Er hängt sich an die Äste und untersucht Blätter nach krabbelnden Insekten, oft an fiederförmig zusammengesetzten Blätter großer Hülsenfrüchte. Meist ist er in gemischten Gruppen als Pärchen oder mit drei bis zehn Individuen unterwegs. Dabei könnte es sich um Familiengruppen handeln. So wurden gemischte Gruppen beispielsweise an lavendelfarbigen Blüten in Ranken in sechs bis zehn Meter Höhe an einem Baum an einer Waldstraße beobachtet. Sie sammeln sich gern an Obstbäumen. Als Schlafplatz wurde er in Wolfsmilchgewächse-Bäumen der Art Pera arborea beobachtet. Meist ist der Weißbauchpitpit alleine oder als Pärchen unterwegs, seltener in Familiengruppen. In Venezuela wurde er in gemischten Gruppen mit Streifenrückenbekarde (Pachyramphus marginatus), Grauolivtyrann  (Myiopagis caniceps), Cayennemückenfänger (Polioptila guianensis), Gelbbürzeltangare (Hemithraupis flavicollis) und Feuerhaubentangare (Tachyphonus cristatus) gesichtet, im Amazonas auch mit dem Blaukopfpitpit (Dacnis cayana). In Mato Grosso mischt er sich auch unter Maskenpitpit (Dacnis cayana), Siebenfarbentangare (Tangara chilensis), Goldbrusttangare (Tangara schrankii), Türkistangare (Tangara mexicana). Außerdem hat man ihn zusammen mit Kobaltnaschvogel (Cyanerpes caeruleus), Rotschwanz-Baumspäher (Microxenops milleri), Kappennaschvogel (Chlorophanes spiza) und Kehlbinden-Bartvogel (Capito dayi) in gemischten Gruppen beobachtet.

## Verbreitung und Lebensraum

Verbreitungsgebiet des Weißbauchpitpits

Der Weißbauchpitpit bevorzugt verschiedene Habitate. So wurde er in weißsandigen Savannen beobachtet. Es gehören Cerrados, verkümmerte Wäldern und Wiesen zu seinem Lebensraum. Oft ist er in Baumkronen unterwegs, ein Grund, warum er oft nicht gesehen wird. In Peru ist es eher tropischer immergrüner Tiefebenenregenwald, in dem er sich bewegt. Sein Futter sucht er vom unteren Bereich der Baumkronen bis ganz oben. Diese Bäume befinden sich an Waldrändern oder Lücken von feuchten Terra-Firme-Wäldern sowie Bäumen und Gestrüpp an Seeufern. Er kommt von den Tiefebenen des oberen Amazonasbeckens bis an die Ränder der östlichen Anden vor. Am häufigsten ist er vermutlich in Zentral- und Südkolumbien. In Brasilien wurde er bis in den Bundesstaat Pará entdeckt. Er bewegt sich normalerweise in Höhenlagen von 250 bis 1000 Metern. Die meisten Beobachtungen werden unter 400 Metern gemacht.

## Etymologie und Forschungsgeschichte
Die Erstbeschreibung des Weißbauchpitpits erfolgte 1852 durch Philip Lutley Sclater unter dem wissenschaftlichen Namen Pipræidea albiventris. Das  Typusexemplars wurde von Bergnart Carl Lewy (1817–1863) aus dem Vizekönigreich Neugranada zugesandt. 1816 führte Georges Cuvier die neue Gattung Dacnis für die Pit-Pits von Georges-Louis Leclerc de Buffon ein. Dieses Wort leitet sich vom griechischen »daknis δακνις« für einen nicht identifizierten Vogel aus Ägypten ab, den Hesychios von Alexandria und Sextus Pompeius Festus erwähnten. Der Artname albiventris ist ein lateinisches Wortgebilde aus albus für weiß und ventris für Bauch.